# Virtus Pallavolo Bologna
La Virtus Pallavolo Bologna fu una società pallavolistica maschile di Bologna.

## Storia

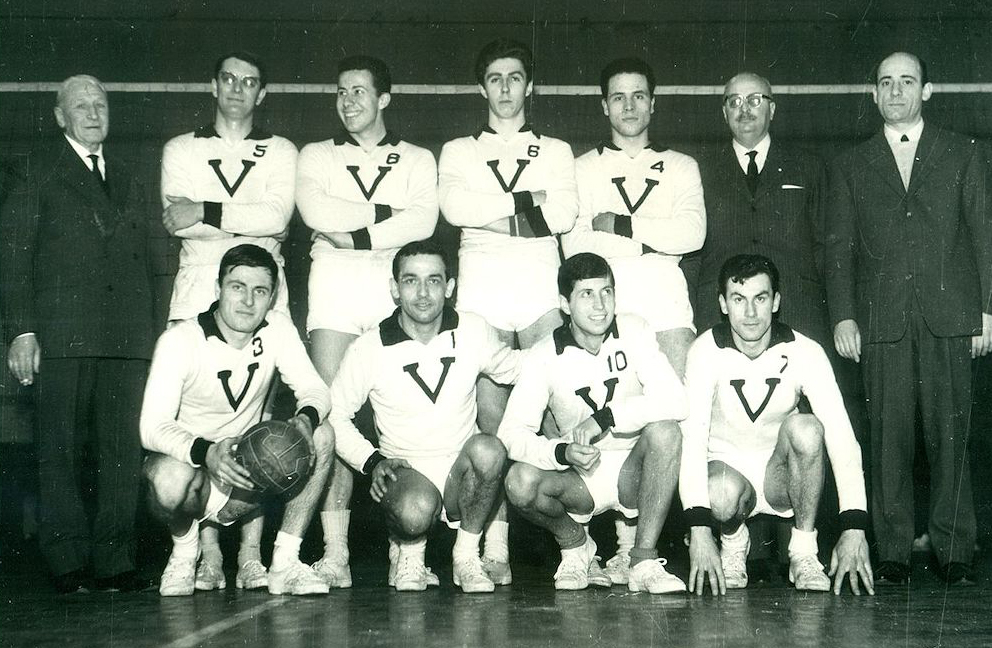
La Virtus Bologna della stagione d'esordio 1962-63

Nacque nel 1962 per iniziativa della Società di Educazione Fisica Virtus, polisportiva che assorbì la squadra delle fonderie Calzoni; quest'ultima aveva esordito in Serie A proprio in quell'anno. Il nuovo sodalizio bolognese diventò per un decennio protagonista del campionato italiano.
Allenata dal modenese Odone Federzoni, la Virtus vinse il suo primo scudetto al termine della stagione 1965-66, dopo uno spareggio vinto a Milano contro la Ruini di Firenze. Nel 1966-67 la compagine bolognese vinse nuovamente il titolo, dimostrando una superiorità schiacciante: fu la miglior prestazione mai offerta da una squadra nel campionato nazionale. La Virtus vinse tutte le ventidue gare, perdendo solamente sei set nell'arco di tutto il torneo. Solamente la Robe di Kappa Torino della stagione 1980-81 (100% di vittorie, sette set persi in vendidue gare) si avvicinò a eguagliare i primati della Virtus 1966-67. Con questi due scudetti lo schiacciatore Gian Franco Zanetti raggiunse l'importante quota di nove titoli italiani vinti in carriera, primato che rimase ineguagliato per oltre trent'anni; altro protagonista-simbolo degli anni d'oro della Virtus fu lo schiacciatore Paolo Zuppiroli, giocatore bolognese dalle eccezionali doti atletiche e successivamente della nazionale.
Negli anni successivi iniziò un periodo di declino economico per la Virtus, che nei primi anni 1970 conobbe anche la crisi della squadra di pallacanestro, suo fiore all'occhiello; la sopravvivenza della sezione pallavolo fu garantita da diversi sponsor (Officine Minganti, Renana, Lubiam), e la società bianconera poté sempre garantirsi un ruolo da pretendenti al titolo (al termine della stagione 1968-69 fu sconfitta nello spareggio per lo scudetto dalla Salvarani Parma, nel 1972-73 e nel 1973-74 chiuse al secondo posto) fino a quando, nel 1974, per mancanza di fondi, fu costretta a ritirarsi dal campionato.
Nell'immediato la pallavolo felsinea si appigliò brevemente al CUS Bologna, promosso in A1 nella stagione 1977-1978; retrocesso come Pallavolo Bologna, dall'anno successivo l'eredità della Virtus venne de facto presa dalla Zinella Volley, campione d'Italia nel 1984-85.

## Palmarès
- Campionato italiano: 2

1965-66, 1966-67